# Gibon Sengai

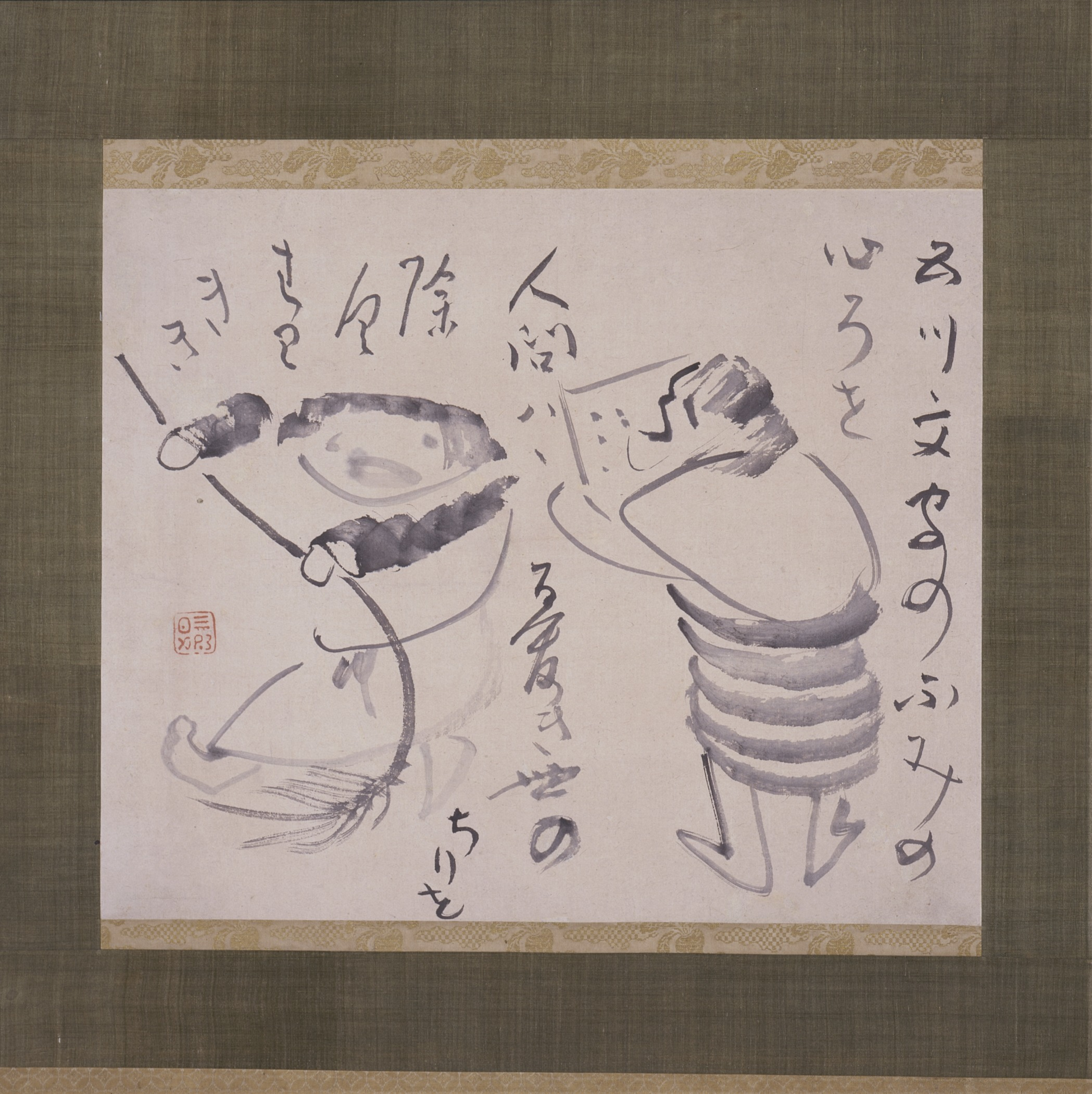
Gibon Sengai, Kanzan i Jittoku, tusz na papierze, Los Angeles County Museum of Art

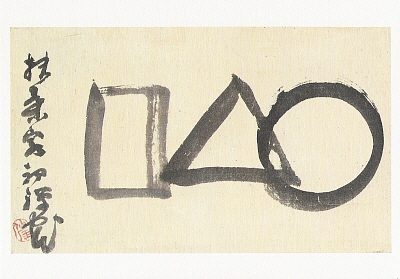
Słynny obraz Gibona Sengaia

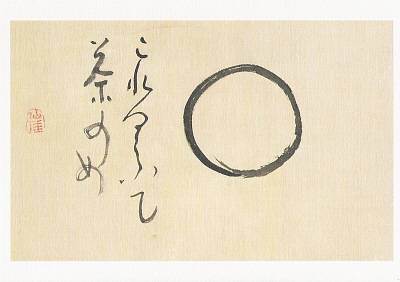
„Ensō”

Gibon Sengai (jap. 仙厓 義梵 Sengai Gibon; ur. 1750, zm. 1837) – japoński mistrz zen szkoły rinzai, malarz, twórca obrazów zenga, poeta i kaligraf.

## Życiorys
Pochodził z Mino w prefekturze Gifu, z rodziny chłopskiej, pracującej na roli i do końca życia zachował głęboki szacunek dla rolników, co wyraził jasno: „Rolnicy są podstawą cywilizacji”. W wieku 11 lat został nowicjuszem u Ku’ina Enkyo w Seitai-ji. Głównym powodem jego wstąpienia do klasztoru, była chęć zmniejszenia wydatków rodziców. W szkole świątynnej oprócz wprowadzenia w doktrynę buddyjską, opanował także kaligrafię, malowanie i zasady poetyckiej kompozycji.
Gdy osiągnął wiek 19 lat postanowił poszukać nauczyciela, który byłby w stanie doprowadzić go do oświecenia. Rozpoczął podróż po Japonii odwiedzając wiele świątyń i klasztorów. W końcu trafił na mistrza zen Gessena Zenne (1702–1781), pod którego kierunkiem swoje pierwsze doświadczenia oświecenia przeżyli m.in. Inzan Ien (1751–1814) i Gasan Jitō (1727–1797).
Gessen przeznaczył dla Sengaia znany kōan mistrza chan Xiangyana Zhixiana (zm. 898) o człowieku wiszącym nad przepaścią i trzymającym się gałęzi zębami. Po jego rozwiązaniu Sengai wyraził, zgodnie z tradycją, swoje zrozumienie wierszem:
| Stary Siakjamuni nie żyje od ponad 2000 lat Budda Maitreja nie urodzi się aby przyjść jeszcze przez eony Odczuwające istoty uważają to za zbyt trudne do zrozumienia Ale to jest zwyczajna droga - nozdrza są powyżej warg |

Sengai pozostał u mistrza Gessena jeszcze przez 13 lat, aż do jego śmierci w 1781 roku. Następnie zakończył studia kōanowe u jego następcy, mistrza zen Shūcho Seisetsu. Po czym rozpoczął kolejną podróż po klasztorach zen. Okres ten zakończył się akceptacją przez niego stanowiska opata w klasztorze Shōfuku, który został założony w Hakacie w 1195 roku przez Myōana Eisaia. Wykazał się jako duchowy przywódca, dobry organizator i skromny mnich. Ograniczył swój posiłek do tego, co udało mu się zebrać w czasie takuhatsu (religijnego żebrania). Odmawiał przyjmowania cesarskich honorów, aż do momentu, gdy stawało się to wyrazem braku szacunku dla dworu cesarskiego. Kiedy zgodził się ostatecznie przyjąć purpurową szatę, która była znakiem najwyższego poziomu dostępnego dla mnicha, nie uczestniczył w ceremonii jej wręczania wysługując się zastępcą. Fundusze przeznaczone na celebrację jego promocji przeznaczył na remont klasztoru.
Gdy miał 61 lat wyznaczył na swojego głównego spadkobiercę Tangena Tōi oraz pozostawił mu prowadzenie klasztoru. Sam zamieszkał w małej pustelni Kyōhakui-in (Pusty Biały Dom). Napisał wtedy wiele ze swoich wierszy:
| Budda miał 80 000 mnichów Konfucjusz 3000 uczniów. Siedzę sam na pokrytym winoroślą kamieniu Patrząc jak przepływają przypadkowe chmury |

Inny wiersz towarzyszy jego rysunkowi powstałemu w tej pustelni:
| Pojawiłem się sam Umrę sam Pomiędzy tym Pozostaję sam nocą i dniem. Ja, który przyszedłem w ten sposób Ja, który umrę w ten sposób Jestem tym samym ja żyjącym Samotnie w tej małej chatce. |

Paradoksalnie jego kariera rozwinęła się po odejściu do pustelni. Poświęcił się całkowicie medytacji i sztuce. Chociaż otrzymał w tej materii tylko standardowe wykształcenie, jakie otrzymywał każdy mnich szkoły rinzai, to miał niebywały talent i jego prace szybko zyskały admiratorów. Przyjaźnił się ze znanym malarzem Itō Jakuchu. Najczęściej posługiwał się monochromatyczną formą sumi-e, która była wykorzystywana przez wielu artystów będących pod wpływem zenu, łącznie z Hakuinem. Jego prace charakteryzują się gwałtownością i ekspresją, często składają się z kilku zaledwie szybkich pociągnięć pędzlem, czasem towarzyszy im wiersz lub inny rodzaj kaligrafii. Te prawie nonszalanckie prace cechuje energia i humor. Jedna z jego najbardziej znanych prac przedstawia tylko trzy podstawowe kształty geometryczne: kwadrat, trójkąt i koło. Czasem potrafił być tak ironiczny jak Ikkyū Sōjun, co jest widoczne na rysunku mnisiego męskiego członka z podpisem „Nieużywany skarb”.
Tematem jego prac było zasadniczo wszystko, co widział, nawet najbardziej prozaiczne czynności, takie jak ważenie soli. Wiele prac porusza tematy buddyjskie; namalował kilka wersji Bodhidharmy, w tym jedną z podpisem „Dziewięć lat siedzenia przed ścianą – co za nuda!” Namalował także kilka prac związanych ze słynnym haiku Bashō Matsuo, z tego część była parodiami w stylu:
| Stary staw Bashō wskoczył Woda chlupnęła |

Jego życie w pustelni okazało się jednak nie całkiem samotne. Był tam odwiedzany przez przyjaciół, poetów, mistrzów herbaty, artystów, muzyków, lokalnych kupców i praktykujących medytację. Wielu przychodziło po wskazówki o charakterze duchowym, a niektórzy (jak np. lokalny pijak Icimaru Iwane) tylko po to aby dostać kaligrafię lub obrazek. Ludzie przynosili ze sobą kawałki papieru licząc, że Sengai coś na nich napisze lub narysuje. W końcu gdy okazało się, że w pustelni nie ma spokoju, Sengai wysunął głowę przez okno i wrzasnął na całą okolicę „Opata dzisiaj nie ma! Proszę przyjdźcie innym razem”.
Sengai był bardzo dumny ze statusu jaki osiągnął klasztor Shōfuku. Był także szczęśliwy, gdy jego spadkobierca i opat tego klasztoru Tangen poprowadził ceremonie związane z 600-leciem istnienia klasztoru. Jednak gdy w roku 1836 na skutek knowań lokalnych władz zesłano go na półwysep Oshima na wyspie Hokkaido, musiał w wieku 86 lat ponownie zostać opatem. Administracyjna praca związana z prowadzeniem klasztoru wyczerpała jego siły zdrowotne. W kilka tygodni po uroczystościach związanych z jego rocznicą urodzin poczuł się chory.
Przed śmiercią zgromadziło się wokół niego wielu uczniów, chcących spędzić jego ostatnie chwile wraz z nim. Mistrz popatrzył na nich i powiedział „Nie chcę umierać”. Uczniowie zaczęli się zastanawiać, co on chce im powiedzieć i co naprawdę znaczą jego słowa i rozpoczęli dyskusję. Sengai przysłuchiwał się i nagle krzyknął: „Nie! Ja naprawdę nie chcę umierać!” Napisał także wiersz:
| Ten kto wie gdzie i kiedy przychodzi Ten kto wie gdzie i kiedy odchodzi Nie przylega już dłużej do urwiska Chmury nigdy nie wiedzą gdzie wiatr je poniesie |

Mistrz zen Gibon Sengai zmarł w 1837 roku.
Większość jego prac przechowywana jest w muzeum Idemitsu w Tokio.

## Linia przekazu Dharmy zen
Pierwsza liczba oznacza liczbę pokoleń od Pierwszego Patriarchy chan w Indiach Mahakaśjapy.
Druga liczba oznacza liczbę pokoleń od Pierwszego Patriarchy chan w Chinach Bodhidharmy.
Trzecia liczba oznacza początek nowej linii przekazu w innym kraju.
- 52/25. Songyuan Chongyue (1139-1209
  - 53/26. Wuming Huixin (bd)
    - 54/27. Lanxi Daolong (1213-1278)

  - 53/26. Yun’an Puyan (1156-1226)
    - 54/27. Xutang Zhiyu (1185-1269)
      - 55/28/1. Nampo Jōmyō (1235-1309) (także Shōmyō; Daiō Kokushi) Japonia. Szkoła rinzai.
        - 56/29/2. Hōō Soichi (1274-1357)
          - 57/30/3. Daichū Sōshin (bd)
            - 58/31/4. Gettan Sōkō (1326-1389)

        - 56/29/2. Shūhō Myōchō (1282-1338) (także Daitō Kokushi)
          - 57/30/3. Tettō Gikō (1295-1369)
            - 58/31/4. Gongai Sōchū (1315-1390)
              - 59/32/5. Kesō Sōdon (1352-1428)
                - 60/33/6. Ikkyū Sōjun (1394-1481)
                - 60/33/6. Yōsō Sōi (1379-1458)
                  - 61/34/7. Shumpo Sōki (1416-1496)
                    - 62/35/8. Jitsuden Sōshin (1434-1507)
                      - 63/36/9. Kogaku Sōkō (1465-1548)
                        - 64/37/10.
                          - 65/38/11. Shōrei Sōkin (1489-1568)
                            - 66/39/12. Kokei Sōchin (1515-1597)
                            - 66/39/12. Shun’oku Sōen (1529-1611)
                              - 67/40/13. Kōgetsu Sōgan (1574-1643)
                              - 67/40/13. Kobori Enshū (bd)

                            - 66/39/12. Ittō Shōteki (1539-1612)
                              - 67/40/13. Takuan Sōhō (1573-1645) nie zostawił spadkobierców

          - 57/30/3. Kanzan Egen (także Muso Daishi) (1277-1360)
            - 58/31/4. Juō Sōhitsu (1296-1380)
              - 59/32/5. Muin Sōin (1326-1410)
                - 60/33/6. Nippo Soshun? (1368-1448) niepewny
                  - 61/34/7. Sekkō Sōshin (także Tozen) (1408-1486)
                    - 62/35/8. Tokūho Zenketsu (1419-1506)
                      - 63/36/9.
                        - 64/37/10.
                          - 65/38/11. Daigu Sōchiku (1584-1669)
                          - 65/38/11. Ungo Kiyō (1583-1659)

                    - 62/35/8. Tōyō Eichō (1429-1504)
                      - 63/36/9. Yozan Keiyo (bd)
                        - 64/37/10. Gudō Tōshoku (1579-1676)
                          - 65/38/11. Kengan Zen’etsu (1623-1701)
                            - 66/39/12. Kogetsu Zenzai (1667-1751)
                              - 67/40/13. Gessen Zenne (1702-1781)
                                - 68/41/14. Seisetsu Shūcho (1746-1820)
                                - 68/41/14. Sengai Gibon (1750-1837)
                                  - 69/42/15. Tangen Tōi (zm. 1855)